# Marylu Poolman
Marylu Poolman (* 3. Oktober 1936 in Amsterdam, Nordholland, Niederlande; † 22. Mai 2004 in Leipzig, Sachsen, Deutschland) war eine niederländische Schauspielerin.

## Leben
Marylu Poolman stammte aus einem künstlerischen Umfeld. Bereits ihre Großeltern und Eltern waren schauspielerisch tätig. Poolman absolvierte eine Schauspielausbildung in West-Berlin an der Max-Reinhardt-Schule für Schauspiel bei Hilde Körber und Otto Graf.  Nach ihrer Übersiedlung in die DDR war sie von 1956 bis zu ihrer offiziellen Verabschiedung im Sommer 2002 46 Jahre lang ununterbrochen Ensemblemitglied am Schauspielhaus Leipzig. Sie spielte dort über 80 verschiedene Rollen. 1997 trat sie bei einem Gastspiel des Schauspiels Leipzig mit dem Theaterstück Der Auftrag von Heiner Müller an der Volksbühne Berlin auf.
Ihr Filmdebüt gab Poolman 1961 bei der DEFA in dem Gegenwartsfilm Drei Kapitel Glück. Insbesondere in den 1970er und 1980er Jahren trat sie nachhaltig in Film und Fernsehen in Erscheinung. In der Heinrich-Mann-Verfilmung Im Schlaraffenland spielte sie 1975 die Rolle der Ehefrau Adelheid Türkheimer, die einen jungen Dichter aus der Provinz protegiert und finanziell unterstützt. 1976 wirkte sie in dem Märchenfilm Das blaue Licht mit, in dem sie einen „ausnehmend einprägsamen Auftritt als sinnliche Hexe“ hat. 1982 lieferte sie ein „Kabinettstück“ in der Rolle der raffinierten Frau Dr. Eggenfels in der Komödie Märkische Forschungen von Roland Gräf. 1983 brillierte sie als Frau Sengebusch in der Komödie Automärchen. 1988 übernahm sie die Rolle der Magd Berta in dem Märchenfilm Die Geschichte von der Gänseprinzessin und ihrem treuen Pferd Falada. 2003 hatte sie eine kleine Rolle als Rentnerin in der Komödie Schultze gets the blues. Beim DFF spielte sie auch in etlichen  Inszenierungen des Fernsehtheaters Moritzburg sowie in mehreren Folgen der Krimiserien Polizeiruf 110 und Der Staatsanwalt hat das Wort.
1973 übernahm sie an der Seite von Fred Düren und Ekkehard Schall die Rolle der Adelheid von Walldorf in einer Hörspielfassung von Goethes Schauspiel Götz von Berlichingen. Die Aufnahme befindet sich auch im Bestand des Deutschen Rundfunkarchivs. Ebenfalls 1973 wirkte sie in dem Kinderhörspiel Das Pferdemädchen mit. 1978 sprach sie die Titelrolle der Fledermaus in dem Science-Fiction-Hörspiel Begegnung mit einer Fledermaus von Heiner Rank.
Nach der Wende arbeitete sie hauptsächlich als Bühnendarstellerin und übernahm weiterhin zahlreiche Hörspielrollen, unter anderem 1992 als Alte Frau in dem Kinderhörspiel Prinzessin hinter Dornenhecken (von Katrin Lange, nach dem Märchen Dornröschen) und 1995 als Sprecherin in Fromme Lügen nach dem Roman von Irene Dische. 1993 war sie als Frau Zetsche in dem Kriminalhörspiel Bankraub von Andreas Berger zu hören. 1993 übernahm sie die Rolle der Haushälterin Mrs. Pearce in der Hörspielfassung von George Bernard Shaws Komödie Pygmalion. 1994 folgte wiederum beim MDR eine Rolle in der Hörspielfassung des Romans Fahrenheit 451. 1995 wirkte sie beim MDR in dem Hörspiel Frauentags Ende oder Die Rückkehr nach Ubliaduh von Fritz Rudolf Fries. Ebenfalls 1995 wirkte sie als Lady in der Hörspielfassung des Romans Uhrwerk Orange mit. 2000 sprach sie die Rolle der Miriam Rockwell in dem Hörspiel Night Train nach dem Roman von Martin Amis. 2003 nahm sie für das Hörbuch Anton ist fürs neue Jahr gemeinsam mit Karin Gregorek die Erzählung Das Rosenkissen von Peter Hacks auf.
Gelegentlich arbeitete sie auch als Synchronsprecherin, so 1976 für Joan Collins in der DDR-Fernsehsynchronfassung Nachts kommt die Angst des Films Fear in the Night (1972). 1981 war sie die Synchronstimme von Gale Sondergaard in der DEFA-Synchronfassung Die Spinnenfrau des Films Das Spinnennest (1944).
Ihr Lebensgefährte war der Leipziger Theaterschauspieler Paul-Dolf Neis (1933–1996). Marylu Poolman erhielt eine Seebestattung. Ihre Tochter Frauke Poolman und ihre Enkelin Marylu-Saskia Poolman sind ebenfalls Schauspielerinnen.

## Auszeichnungen
1982: Kunstpreis der DDR

## Filmografie
- 1964: Das schwedische Zündholz
- 1965: Vorstadtdrama
- 1966: Pierre und Isabel (Fernsehtheater Moritzburg)
- 1968: Hänschen in der Grube (Fernsehtheater Moritzburg)
- 1969: Krause und Krupp (Fernsehserie)
- 1970: Dem Kater schmeckt zwar jede Maus … (Fernsehtheater Moritzburg)
- 1971: KLK an PTX – Die Rote Kapelle
- 1971: Der kleine und der große Klaus
- 1973: Polizeiruf 110 – Der Ring mit dem blauen Saphir (TV-Reihe)
- 1974: Wolz – Leben und Verklärung eines deutschen Anarchisten
- 1974: Das Geheimnis des Ödipus (TV)
- 1974: Liebe mit 16
- 1975: Till Eulenspiegel
- 1975: Im Schlaraffenland (TV)
- 1976: Das blaue Licht
- 1977: Polizeiruf 110: Des Alleinseins müde (TV-Reihe)
- 1978: Einer muß die Leiche sein
- 1978: Jörg Ratgeb, Maler
- 1979: Rhythmuswechsel (Fernsehtheater Moritzburg)
- 1981: Zwei Freunde in Preußen (Fernsehfilm)
- 1982: Märkische Forschungen
- 1982: Guten Tag, Herr Monteur, mein Mann ist auf Montage (Fernsehtheater Moritzburg)
- 1983: Der Staatsanwalt hat das Wort: Ein gefährlicher Fund (TV-Reihe)
- 1983: Automärchen
- 1983: Fariaho
- 1985: Zahn um Zahn – Die Praktiken des Dr. Wittkugel (TV-Serie)
- 1986: Fahrschule
- 1987: Hasenherz
- 1987: Der Staatsanwalt hat das Wort – Ich werde dich nie verraten (TV-Reihe)
- 1987: Kellner sind auch nur Menschen (Fernsehtheater Moritzburg)
- 1988: Die Geschichte von der Gänseprinzessin und ihrem treuen Pferd Falada
- 1989: Vera – Der schwere Weg der Erkenntnis (Fernsehfilm)
- 1989: Polizeiruf 110: Mitternachtsfall
- 1990: Albert Einstein (Fernseh-Zweiteiler)
- 1991: Zwischen Pankow und Zehlendorf
- 1991: Der Tangospieler
- 1998: In aller Freundschaft (Fernsehserie)
- 2003: Vorsicht – keine Engel! (Fernsehserie)
- 2003: Schultze gets the blues
- 2004: Nachbarinnen
- 2004: Polizeiruf 110: Rosentod

## Hörspiele (Auswahl)
- 1956: Georg Zivier: Ich kam von meiner Herrin Haus – Ein Hörbild um Heinrich Heine – Regie: Hans Drechsel (Hörbild –  SFB)
- 1967: Sos György: Der Schuhputzer – Regie: Peter Groeger – (Hörspiel – Rundfunk der DDR)
- 1967: Ludwig Achtel: Karriere N – Regie: Hans Knötzsch (Hörspiel – Rundfunk der DDR)
- 1967: Franz Carl Weiskopf: Puten und Tränen – Regie: Wolfgang Brunecker (Hörspiel – Rundfunk der DDR)
- 1968: Pjotr Petrowitsch Werschigora: Im Gespensterwald – Regie: Walter Niklaus (Hörspielreihe – Rundfunk der DDR)
- 1970: Dimitar Dimow: Tabak – Regie: Walter Niklaus (Hörspielreihe – Rundfunk der DDR)
- 1971: Charles de Coster: Grietje heiratet – Regie: Günter Bormann (Hörspiel – Rundfunk der DDR)
- 1972: Wilhelm Raabe: Die Gänse von Bützow – Regie: Walter Niklaus (Hörspiel – Rundfunk der DDR)
- 1973: Johann Wolfgang von Goethe: Geschichte des Götz von Berlichingen mit der eisernen Hand (Adelheid) – Regie: Werner Grunow (Hörspiel – Rundfunk der DDR)
- 1973: Rudi Strahl: Adam und Eva und kein Ende – Regie: Walter Niklaus (Hörspiel – Rundfunk der DDR)
- 1974: Johann Wolfgang von Goethe: Die Wahlverwandtschaften – Regie: Walter Niklaus (zweiteiliges Hörspiel – Rundfunk der DDR)
- 1975: Guy de Maupassant: Die Strafe – Regie: Walter Niklaus (Hörspiel – Rundfunk der DDR)
- 1976: Helmut Richter: Alfons Köhler – Regie: Walter Niklaus (Hörspiel – Rundfunk der DDR)
- 1978: Marie von Ebner-Eschenbach: Die Freiherren von Gemperlein – Regie: Walter Niklaus (Hörspiel – Rundfunk der DDR)
- 1978: Vladimir Pozner: Die Bindung der Ehe – Regie: Klaus Zippel – (Hörspiel – Rundfunk der DDR)
- 1980: Gotthold Ephraim Lessing: Nathan der Weise – Regie: Walter Niklaus (Hörspiel – Rundfunk der DDR)
- 1980: Jean Paul: Katzenbergers Badereise – Regie: Klaus Zippel – (Hörspiel – Rundfunk der DDR)
- 1981: Peter Kramer: Der stille Teilhaber – Regie: Walter Niklaus (Hörspiel – Rundfunk der DDR)
- 1985: Gerhart Hauptmann: Vor Sonnenuntergang – Regie: Walter Niklaus (Hörspiel – Rundfunk der DDR)
- 1992: Halldór Laxness: Seelsorge am Gletscher – Bearbeitung: Armin Stolper, Regie: Joachim Staritz, Sprecher der Rolle der Ua: Marylu Poolman, MDR[19]
- 1993: Andreas Berger: Bankraub (Frau Zetsche) – Regie: Joachim Staritz (Kriminalhörspiel – MDR)
- 1993: Andreas Albrecht: Heute Morgen – Regie: Holger Rink (Hörspiel – MDR)
- 1994: Ray Bradbury: Fahrenheit 451 – Regie: Holger Rink (Science-Fiction Kriminalhörspiel – MDR)
- 1996: Melchior Schedler: Zukunft der Unzucht. Ein Nachtstück – Regie: Götz Fritsch (Hörspiel – MDR)
- 1999: Isaak Babel: Die Reiterarmee (Bäuerin) – Regie: Joachim Staritz (Hörspiel (3 Teile) – MDR/DLR)
- 2002: Samuel Shem: House of God (Sophie) – Regie: Norbert Schaeffer (Hörspiel – MDR)
- 2003: Richard Farber: Ein Stein, nur ein kleiner Stein – Regie: Richard Farber (Hörspiel – Radio Bremen)